# Franz Schübel
Franz Schübel (* 4. Januar 1930 in Delmenhorst; † 6. Dezember 2024 in Langenfeld (Rheinland)) war ein deutscher Zahnmediziner.

## Leben
Franz Schübel wurde als Sohn des Studien- und späteren Oberstudienrats Walther Schübel in Delmenhorst geboren. Er ging auf die Oberschule Delmenhorst, an der er 1949 seine Reifeprüfung machte. In seiner Schulzeit sammelte er verbotenerweise die während der Luftangriffe auf Delmenhorst von der Royal Air Force abgeworfenen Flugblätter und erhielt diese so für die Nachwelt.
Ab dem Wintersemester 1949/50 studierte Schübel Zahnmedizin an der Universitätszahnklinik Homburg, wo er Assistent des ersten Homburger Ordinarius Carl-Heinz Fischer wurde. Danach ging er zum Studium nach Köln und Göttingen. Während seines Studiums in Göttingen wurde er im Sommersemester 1952 Mitglied der Burschenschaft Holzminda. Sein zahnmedizinisches Examen legte er 1954 in Köln ab. 1957 wurde er in Göttingen zum Dr. med. dent. promoviert. Seine Zeit als Assistenzarzt absolvierte er an den Zahnkliniken der Universitäten Göttingen, Köln und Kiel sowie an der Kieferklinik in Bremen, wo er sich in der Zahnerhaltung, der Prothetik und der zahnärztlichen Chirurgie fortbildete. 1960 ging er an die unter Carl-Heinz Fischer im Aufbau befindliche Klinik für Zahn-, Mund- und Kieferkrankheiten des Saarlandes. Nach drei Jahren ging er im August 1963 als wissenschaftlicher Assistent an die Abteilung für Zahnerhaltung und an die Aufnahme-Abteilung der Poliklinik und Klinik für Zahn-, Mund- und Kieferkrankheiten nach Düsseldorf. In Düsseldorf habilitierte er sich am 5. Dezember 1968 für das Fach für Zahn-, Mund- und Kieferheilkunde und wurde am 12. Dezember zum Oberarzt der Westdeutschen Kieferklinik Düsseldorf ernannt.
Von 1970 bis 1973 war er wissenschaftlicher Oberassistent, ab Mai 1972 leitender Oberarzt der Abteilung für Zahnerhaltung und Parodontologie der Universitätszahnklinik in München.
1973 wurde er Wissenschaftlicher Rat und Professor der Abteilung für Zahnerhaltung und Parodontologie in Düsseldorf. 1977 wurde er zum ordentlichen Professor (Lehrstuhl für Konservierende Zahnheilkunde) ernannt und Direktor der Klinik und Leiter der Abteilung für Zahnerhaltung und Präventive Zahnheilkunde der Universität Düsseldorf (Westdeutsche Kieferklinik). Er schuf den Fachbereich Präventive Zahnheilkunde und stellte als erster Lehrstuhlinhaber in Deutschland die Prävention in den Vordergrund. Seine weiteren Schwerpunkte waren die Kinderzahnheilkunde und die Behindertenbehandlung sowie die Beratung und Förderung des öffentlichen zahnärztlichen Gesundheitsdienstes in den Bereichen Jugendzahnpflege und Gruppenprophylaxe.
Franz Schübel war einer der Gründer und für viele Jahre Vorsitzender der Arbeitsgemeinschaft Kinderzahnheilkunde und Prophylaxe in der Deutschen Gesellschaft für Zahn-, Mund- und Kieferheilkunde (DGZMK); er war auch für viele Jahre zweiter Vorsitzender der Arbeitsgemeinschaft für Grundlagenforschung. Schübel war Mitglied im Beirat der Hochschullehrervereinigung und Dozent für das Fach Kinderzahnheilkunde und Prävention an der Akademie Praxis und Wissenschaft. 1976 war er Gründungsmitglied des Arbeitskreises für Forensische Odonto-Stomatologie (AKFOS), dem er bis zu seinem Tod angehörte. Schübel war zahnmedizinischer Experte bei der interdisziplinären Identifikation unbekannter Toter. Er hielt zahlreiche Vorträge und veröffentlichte Beiträge zu forensischen und kriminalistischen Fragen an der Schnittstelle von Zahn- und Rechtsmedizin. Eines seiner Tätigkeitsfelder war die Identifizierung von niedersächsischen Moorleichen.
1996 trat er offiziell in den Ruhestand, in welchem er sich fachlich weiter mit zahnärztlicher Identifizierung, Bissspurenanalyse und forensischer Altersdiagnostik beschäftigte. Auch im Ruhestand war er noch Vorsitzender der Sachverständigenkommission der Zahnärztekammer Nordrhein.
Franz Schübel starb 2024 und wurde auf dem Parkfriedhof in Erkrath-Hochdahl bestattet.

## Auszeichnungen
- 1991: Ehrenzeichen in Silber des Bundesverbandes der Zahnärzte des Öffentlichen Gesundheitsdienstes (BZÖG)
- 1993: Bundesverdienstkreuz am Bande der Bundesrepublik Deutschland
- 1995: Tholuck-Medaille des Vereins für Zahnhygiene e.V. in Würdigung seines jahrzehntelangen Einsatzes als „Prophylaxevorreiter“
- 2001: Ehrenmitglied des Arbeitskreises für Forensische Odonto-Stomatologie (AKFOS)
- 2001: Ehrenmitglied der Vereinigung der Hochschullehrer für Zahn-, Mund- und Kieferheilkunde (VHZMK)[13]
- 2008: Gösta-Gustafson-Award[14]
- 2010: Ehrenmedaille der Deutschen Gesellschaft für Zahn-, Mund- und Kieferheilkunde (DGZMK) „für seine Verdienste auf dem Gebiet der Forensischen Zahnheilkunde und seiner Tätigkeit als Gutachter.“[15]

## Veröffentlichungen (Auswahl)
- Zur klinischen Kontrolle der Kunststoffüllung. Dissertation Universität Göttingen vom 15. März 1957.
- Physikalische und chemische Veränderungen des Speichels während der Schwangerschaft und ihre Abhängigkeit von den Schwangerschaftsstadien und der Ernährung. Habilitation Universität Düsseldorf vom 5. Dezember 1968.
- Identifizierung unbekannter Leichen. In: Deutsche Zahnärztliche Zeitschrift 28, 1973, 640–644.
- Über die Bedeutung von Detailbefunden im Rahmen der Identifizierung. In: Deutsche Zahnärztliche Zeitschrift 35, 1980, 246–248.
- Moor-Leichen (als Mitverfasser). In: Beiträge zur Ausstellung: Weder See noch Land: Moor – eine verlorene Landschaft. 2. Auflage, Oldenburg 1999, S. 62–79.
- Bibliographien:
  - Veröffentlichungen und wissenschaftliche Arbeit bis 1970 in: Ladislaus Buzas und Harald Wendt: Jahresbibliographie der Universität München. Band 2, München 1971, S. 196–197. (Online, abgerufen am 1. März 2025)
  - Veröffentlichungen und wissenschaftliche Arbeit 1970–71 in: Harald Wendt: Jahresbibliographie der Universität München. Band 3, München 1972, S. 299. (Online, abgerufen am 1. März 2025)
  - Veröffentlichungen 1971–72 in: Harald Wendt: Jahresbibliographie der Universität München. Band 4, München 1973, S. 234. (Online, abgerufen am 1. März 2025)